# 鳥海 (重巡洋艦)
鳥海（ちょうかい / てうかい）は、大日本帝国海軍の重巡洋艦。高雄型重巡洋艦の4番艦。
艦名は秋田・山形県境の鳥海山に由来する。艦内神社も鳥海山大物忌神社より分祀された。同名の日本海軍の艦船としては摩耶型砲艦の「鳥海」に続いて2隻目。なお、艦名は海上自衛隊のこんごう型護衛艦の4番艦「ちょうかい」に受け継がれている。
高雄型2隻（3番艦「摩耶」、4番艦「鳥海」）は、書類上日本で竣工した最後の重巡洋艦（一等巡洋艦）であった。

## 艦歴

### 太平洋戦争以前
1928年（昭和3年）3月26日に三菱造船長崎造船所（現・三菱重工業長崎造船所）で起工。
4月13日附で「鳥海」と命名され、妙高型一等巡洋艦に類別される。
11月7日、日本海軍は妙高型と高雄型を分割、鳥海は高雄型一等巡洋艦の4番艦に類別された。

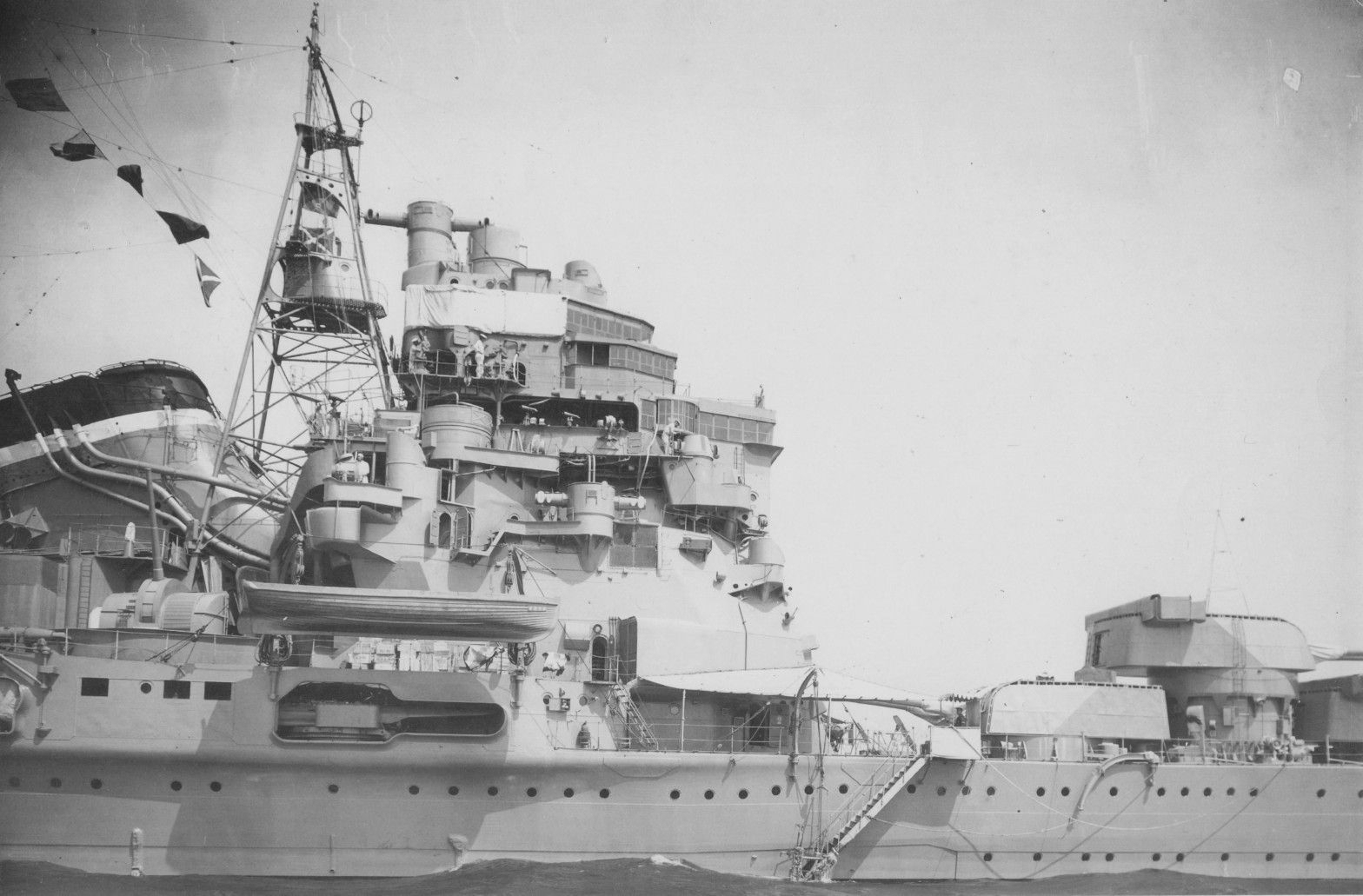
「鳥海」の艦橋。

1931年（昭和6年）4月5日に進水。1932年（昭和7年）6月30日に艤装員長・細萱戊子郎大佐の指揮下就役する。姉妹艦の「摩耶」と同日附の竣工であった。竣工後の「鳥海」は艦隊の旗艦を度々務めたが、これは客船建造の経験豊富な三菱が造船を担当したことから同型艦と比べて艦内艤装が良かったためといわれている。12月1日には高雄型4隻で第四戦隊が編成された。
1933年（昭和8年）には第二艦隊旗艦となり、同年夏の特別大演習に際しては青軍の前衛部隊旗艦を務めたが、演習中に短波通信が一時不能となったことから海軍の通信関係者の間では「鳥海事件」とも称される問題になった。演習後は横浜沖で開かれた観艦式で御召艦「比叡」の供奉艦（先導艦「鳥海」、供奉艦《愛宕、足柄》）となった。同年末には無線設備を一部改装、翌1934年（昭和9年）以降も第二艦隊旗艦を務める。一方、九一式高射装置の設置や機関部の小改装を実施した。
1936年（昭和11年）10月に神戸沖で開かれた大演習観艦式では、再び御召艦「比叡」の供奉艦となった。観艦式後、「鳥海」は横須賀に戻る「比叡」と供奉艦2隻（時雨、白露）を見送った。その後、改善工事に入り前部マストの短縮や後部マストのデリック換装、毘式40mm単装機銃の撤去と九三式13mm四連装機銃の設置といった改装が施された。
1937年（昭和12年）7月、改善工事を終えたが前後して日中戦争が勃発したことから第四戦隊は旅順を拠点にして黄海沿岸での作戦支援に当たった。1938年（昭和13年）春に「高雄」「愛宕」が改装工事に入って戦列を離れた後も「摩耶」と第四戦隊を組んで日本本土近海で訓練を行う。その一方、第二艦隊旗艦として中国沿岸に進出、10月には連合艦隊主力による示威行動の一環として廈門に寄港している。
1939年（昭和14年）も前年同様、「摩耶」と訓練や大陸方面での作戦に当たっていたが11月に竣工直後から所属していた第四戦隊を離れ、以後は1940年（昭和15年）10月まで第二遣支艦隊旗艦となった

### 太平洋戦争緒戦
日本本土に戻り第四戦隊に復帰した「鳥海」は、1941年（昭和16年）に後述する改装工事を受ける予定だったが、対外情勢の緊迫等により舷外電路設置ほか出師準備工事を行うのみとなった。
太平洋戦争開戦時の戦時編制では、「鳥海」は第二艦隊第四戦隊に所属していた。
1941年10月18日に南遣艦隊司令長官に新補された小沢治三郎中将（軍隊区分馬来部隊の指揮官となる）は、10月24日にサイゴンに停泊する練習巡洋艦「香椎」に到着した。南方部隊指揮官・近藤信竹中将（第二艦隊司令長官：旗艦「愛宕」）は、「小沢中将は『香椎』か陸上基地（サイゴン）で指揮すれば良い」という方針だったが、小沢中将は指揮旗艦として重巡洋艦の派遣を要請した。
「鳥海」が旗艦として馬来部隊に編入されて呉から三亜へ向かい、11月27日に小沢中将は旗艦を「香椎」から「鳥海」へ変更した。

#### マレー作戦
12月4日、マレー半島上陸船団と護衛部隊（第七戦隊や第三水雷戦隊の軽巡洋艦「川内」など）が三亜から出撃し、それに続いて小沢中将直率の馬来部隊主隊（「鳥海」、駆逐艦1隻）も出撃した。12月8日、シンゴラ、コタバルなどへの上陸が行われた。主隊はコタバル沖、次いでカモー岬南方で行動し、作戦の支援にあたった。
12月8日に戦艦「プリンス・オブ・ウェールズ (HMS Prince of Wales, 53) 」、巡洋戦艦「レパルス (HMS Repulse, 34) 」を中心とするイギリス艦隊がシンガポールから出撃し、12月9日に潜水艦「伊165」がこれを発見した。小沢中将は周辺の水上部隊を集結させてイギリス艦隊に夜戦を挑もうとした。しかし、南方部隊指揮官・近藤信竹中将は翌朝の決戦を企図して馬来部隊に敵の誘致を命じた。同日夜、索敵に出ていた陸攻3機は敵発見を報告したが、同じ頃「鳥海」は接近してきた友軍機と思われるものから吊光弾を投下された。敵と誤認されていると思われたことから「鳥海」は「我レ鳥海」と発光信号を送るも通じず、航空部隊司令部へ「吊光弾下ニ在ルハ鳥海ナリ」と打電。そこから索敵機に味方上空であることが伝えられ、ようやく解決した。このような状況下では敵の誘致は困難と判断し、小沢中将は南方部隊本体と合流。結局、敵の反転により水上部隊による攻撃は断念された。のちの調査で、両軍艦隊は一時「プリンス・オブ・ウェールズ」の主砲射程圏まで接近していたことが明らかになっている。

#### 蘭印作戦
1942年（昭和17年）1月と2月、オランダ領東インド、ボルネオ島の攻略作戦に参加。2月15日、鳥海偵察機と龍驤偵察機はガスパル海峡を北上する戦艦1隻を含む巡洋艦3隻・駆逐艦8隻のABDA連合艦隊（司令官カレル・ドールマン少将：重巡「エクセター」、軽巡4隻、駆逐艦8隻）が北上中と報告。小沢中将は基地航空隊と空母「龍驤」の艦載機で損害をあたえ、その後に決戦を挑む意志であった。第四航空戦隊司令官・角田覚治少将（旗艦「龍驤」）は龍驤航空隊（九七式艦上攻撃機）による反復攻撃を実施。未帰還機はなかったが、大きな戦果もなかった。基地航空隊の陸攻部隊も航空攻撃を行うが、同様に効果はなかった。だがほぼ無傷の連合国軍艦隊も反転し、ジャワ海へ逃走した。小沢中将は「まさか一回の空襲で算を乱して逃げるとは予想しなかった」と回想している。
2月17日、駆逐艦「綾波」（第19駆逐隊）が海図未記載の暗礁によって損傷する。小沢中将は「綾波」の蘭印作戦参加は不可能と判断。「鳥海」の護衛艦として残し、軽巡「由良」、第11駆逐隊（初雪、白雪、吹雪）、第12駆逐隊（白雲）、駆逐艦「磯波」（27日附編入）を蘭印部隊（第三艦隊　指揮官：高橋伊望中将、旗艦「足柄」）に編入した。
2月22日、「鳥海」はセント・ジャックス岬付近で暗礁に触れ損傷。27日、修理のためシンガポールに到着した。修理後はスマトラ島イリ、アンダマン諸島上陸を支援する。その後、ビルマのマーグイに寄港した。
ジャワ島・スマトラ島・インドネシア方面各島の攻略成功後、小沢中将は各方面の作戦完了までに日程的余裕があることから、臨時部隊（鳥海、第七戦隊、第三水雷戦隊、第四航空戦隊）を編制し、ベンガル湾で独自の作戦を行う方針を示した。また南雲忠一中将率いる南雲機動部隊のセイロン島方面機動作戦実施を知り、山本五十六連合艦隊司令長官や南方部隊指揮官/第二艦隊司令長官・近藤信竹中将の許可をとり、馬来部隊の行動と南雲機動部隊の作戦を呼応することにした。馬来部隊は5分割され、中央隊（指揮官・小沢中将：鳥海、由良、龍驤、夕霧、朝霧）、北方隊（栗田少将：熊野、鈴谷、白雲）、南方隊（崎山大佐（「三隈」艦長）：三隈、最上、天霧）、補給隊（作間中佐（「綾波」艦長）：綾波、汐風、日栄丸）、警戒隊（橋本少将（三水戦司令官）：川内、第11駆逐隊）という編制になる。
4月1日、「鳥海」を含む馬来部隊機動部隊はビルマのメルギーから出撃。「龍驤」を基幹として通商破壊作戦を決行し、中央隊は輸送船8隻撃沈・8隻大破（のち1隻は北方隊が撃沈）・地上施設襲撃（油槽2個爆破、倉庫二棟爆破)、北方隊は8隻撃沈、南方隊は5隻撃沈、合計21隻（約137,000トン）撃沈・8隻（約47,000トン）大破という大戦果をおさめた。「鳥海」は4月6日に米船「Bienville」と英船「Ganges」を沈めた。
4月上旬までに、日本軍は当初の攻略目標をすべて占領。
4月10日附連合艦隊第二段階作戦第一期兵力部署発動により、それまで南遣艦隊（第一南遣艦隊）に編入されていた他部隊・艦艇は新たな部隊や任地に転じていった。「鳥海」「由良」「龍驤」、第三水雷戦隊、第七戦隊はそれぞれ内地へ帰投。
4月12日、第一南遣艦隊旗艦（南西方面艦隊所属）は「鳥海」から「香椎」に移った。
4月22日、「鳥海」は横須賀に帰投し、5月には機銃の追加を行った。
6月1日時点で、第四戦隊は第1小隊（愛宕、鳥海）、第2小隊（摩耶、高雄）という編制だった。
「鳥海」は5月29日から6月14日までミッドウェー作戦に攻略部隊本隊（指揮官・近藤中将、旗艦「愛宕」）として参加した。第四戦隊（愛宕、鳥海）、第五戦隊（妙高、羽黒）、第三戦隊（比叡、金剛）、第四水雷戦隊（軽巡「由良」　第2駆逐隊《村雨、五月雨、春雨、夕立》、第9駆逐隊《朝雲、夏雲、峯雲》）、空母「瑞鳳」、駆逐艦「三日月」、油槽船4隻（健洋丸、玄洋丸、佐多、鶴見）という戦力であった。海戦では空襲を受けた支援隊（三隈、最上、朝潮、荒潮）以外の攻略部隊各艦がアメリカ軍と本格的に交戦する事はなかった。

### ガダルカナル島の戦い
1942年（昭和17年）7月14日、「鳥海」や第十八戦隊、第七潜水戦隊などからなる第八艦隊（司令長官三川軍一中将）が新編された。連合艦隊の兵力部署では第八艦隊は第六戦隊と共に外南洋部隊となった。7月16日に三川中将が将旗を掲げた「鳥海」は、7月19日または20日に第九駆逐隊（朝雲、夏雲）とともに柱島泊地を発し、トラック経由でラバウルへ向かった。途中で直衛は第十六駆逐隊第一小隊（雪風、時津風）に代わり、7月30日にラバウルに到着。第八艦隊司令部は陸上へと移った。「鳥海」は空襲回避と訓練をかねてニューアイルランド島北端カビエン港へ回航された。
8月7日、アメリカ軍はウォッチタワー作戦を発動しガダルカナル島とフロリダ諸島に来襲、ガダルカナル島の戦いが始まった。第六戦隊司令官・五藤存知少将は重巡3隻（青葉、加古、鳥海）を率いてアドミラルティ諸島へ移動する予定だったが、独断でラバウルへ回航（さらに第八艦隊より回航命令、駆逐艦「夕凪」が急派）した。ラバウル港にて第八艦隊司令長官・三川中将は「鳥海」に座乗し、第六戦隊（司令官・五藤少将：第1小隊《青葉、加古》、第2小隊《衣笠、古鷹》）、軽巡2隻（天龍、夕張）、駆逐艦「夕凪」の計8隻を率いてガダルカナル島へ向け出撃する。「天龍」「夕張」「夕凪」の参加は、第十八戦隊（司令官松山光治少将）の談判によるものと伝えられている。この8隻は、合同訓練はおろか回転整合（艦隊が編隊航行をおこなう際、各艦のスクリュー回転数を調整して速力を統一する作業）すらおこなっていない、文字通りの「烏合の衆」だったことが第八艦隊司令部の作戦指導に影響を与えた。
8月8日昼間、第十一航空艦隊の陸攻隊がアメリカ軍輸送船団を攻撃したが、零戦1・一式陸攻18を喪失、駆逐艦1隻中破・輸送船1隻大破に対し過大戦果（巡洋艦1隻、駆逐艦1隻、輸送船9隻撃沈。巡洋艦3隻、輸送船2隻大破）を報じた。「鳥海」が受信した戦果は「戦艦1、巡洋艦4、駆逐艦2-4、輸送船6撃沈」であったという。同日夜〜8月9日、「鳥海」以下各艦は第一次ソロモン海戦に参加。共同で重巡洋艦4隻（キャンベラ、ヴィンセンス、クインシー、アストリア）を撃沈し、重巡「シカゴ (USS Chicago, CA-29) 」と駆逐艦「ラルフ・タルボット(USS Ralph Talbot, DD-390) 」「パターソン(USS Patterson, DD-392) 」を撃破した。だが「鳥海」も「クインシー」「アストリア」の砲撃により艦橋後部や第一砲塔等に被弾し、20センチ砲弾6発、高角砲弾4発が命中するも、貫通弾ばかりで爆発したものはなかった。「鳥海」では戦死34名、戦傷32名を出した（戦死35、戦傷51とも）。
海戦が一段落した際、「鳥海」艦長の早川幹夫大佐は第八艦隊司令部に対し「引き揚げるのですか」と質問した。第八艦隊司令部はアメリカ軍機動部隊（サラトガ、エンタープライズ、ワスプ）に襲撃されることを警戒して離脱を決定。仮に輸送船団を攻撃した場合、第八艦隊は米空母3隻に捕捉され大打撃を受けたとみられる。8月10日、カビエンに帰投中の第六戦隊はアメリカ潜水艦「S-44 (USS S-44, SS-155) 」の雷撃により「加古」を喪失した。「加古」生存者のうち砲術科乗組員の一部は補充要員としてしばらく「鳥海」で勤務した。第一次ソロモン海戦における「鳥海」の戦訓は「断じて行へば鬼神も避く」と、アメリカ軍輸送船団を攻撃しなかった事への憂慮だった。
一方のアメリカ軍は兵員の揚陸こそ終えたものの、物資の半分程を積み残したまま退避。ガダルカナル島とツラギ島に残されたアメリカ海兵隊1万6000名は食糧不足に陥りつつ、鹵獲した日本軍の器材で小型滑走路を整備した。8月15日、輸送用駆逐艦4隻が航空用燃料・爆弾・基地航空隊員を輸送し、8月21日に護衛空母「ロング・アイランド (USS Long Island, ACV-1)」が急降下爆撃機12・戦闘機19をヘンダーソン基地に送り届ける。着々と準備を整えるアメリカ軍に対し、日本軍はガダルカナル島のアメリカ兵を2000名と推定しており、さらに東部ニューギニア攻略作戦（ラビの戦い）に多数の輸送船と護衛艦艇を投入していたので、ガダルカナル島方面は小休止状態であった。またガダルカナルのアメリカ軍を攻撃しようにも、陸軍第十七軍兵力はニューギニア作戦に投入予定なので転用できず、ミッドウェー作戦のため編制されていた一木清直大佐率いる陸兵3000名を投入することにした。
日本軍はガダルカナル島奪還のため、まず駆逐艦6隻（第4駆逐隊司令・有賀幸作大佐：嵐、萩風、浦風、谷風、浜風、陽炎）が第一次増援部隊/一木支隊約900名を輸送、8月17日に揚陸した（一木清直大佐指揮下の同部隊は8月20-21日イル川渡河戦で全滅）。並行して第二次増援部隊の輸送船3隻（陸兵1300名）を向かわせ、護衛を第二水雷戦隊（司令官田中頼三少将：旗艦「神通」）が担当していた。作戦支援のため「鳥海」（外南洋部隊指揮官・三川中将）は駆逐艦「磯風」（第17駆逐隊）を率いてラバウルを出港する。8月21日、「鳥海」「磯風」は第六戦隊（青葉、古鷹、衣笠）と一時合流。8月23日夕刻、「鳥海」「衣笠」「磯風」はショートランド泊地に到着、燃料補給後「鳥海」「衣笠」は駆逐艦「夕凪」を率いて出港し、「磯風」は飛行場砲撃のために残置された。
8月24日、第二次ソロモン海戦により空母「龍驤」が撃沈され、アメリカ軍機動部隊とヘンダーソン飛行場は依然健在だった。8月24 - 25日、重巡4隻（鳥海、青葉、古鷹、衣笠）は搭載水上偵察機（「鳥海」の3機のうち1機は軽巡「由良」所属機）を発進させ、ガダルカナル島夜間爆撃に向かわせるが、効果はなかった。
8月25日、ヘンダーソン基地から発進したSBD急降下爆撃機とエスピリトゥサント島基地から飛来したB-17重爆撃機の昼間空襲により軽巡「神通」が中破、駆逐艦「睦月」と輸送船「金龍丸」が沈没した。ガダルカナル近海で行動中の駆逐艦「卯月」も損傷した。空母1隻・駆逐艦1隻・輸送船1隻を喪失した上に輸送船団も目的地にたどり着けず撃退され、第二次ソロモン海戦は日本軍の敗北で終わった。8月26日午後3時、「鳥海」「衣笠」はラバウルに到着した。日本軍は制空権確保の重要性を痛感する事になった。
このようにガダルカナル島を巡る戦いでは、アメリカ軍が確保するヘンダーソン飛行場が重要な役割を果たした。10月上旬、日本海軍は飛行場の機能を停止させるため、ラバウル航空隊の空襲と並行して戦艦・重巡洋艦による対地砲撃を計画（ヘンダーソン基地艦砲射撃）。まず第一次挺身攻撃隊（指揮官・五藤少将：青葉、古鷹、衣笠、吹雪、初雪）を投入するが、ノーマン・スコット少将指揮下のアメリカ軍巡洋艦部隊に迎撃され五藤少将は戦死、旗艦「青葉」が大破、重巡「古鷹」と駆逐艦「吹雪」が沈没して撃退された（10月11日夜サボ島沖海戦）。次に第二次挺身攻撃隊（指揮官・栗田健男少将：戦艦「金剛」「榛名」、第二水雷戦隊各艦）が10月13日夜半に飛行場砲撃を実施した。その頃、第八艦隊長官・三川中将は「鳥海」とサボ島沖海戦から生還した重巡「衣笠」、駆逐艦2隻（天霧、望月）を率いてショートランド泊地から出撃し、輸送船団を護衛しつつガダルカナル島へ接近した。10月14日深夜、「鳥海」「衣笠」は飛行場に対し20センチ砲弾752発を発射した。しかし第四水雷戦隊（旗艦「秋月」）が護衛していた輸送船団6隻は空襲により3隻を喪失した。
10月15日夜にも重巡2隻（妙高、摩耶）及び二水戦駆逐艦により飛行場砲撃が行われた。だが、これらの艦砲射撃によってもヘンダーソン飛行場の機能を奪うことは出来ず、連合艦隊は再び戦艦による艦砲射撃と大規模輸送船団による兵力増強を計画する。

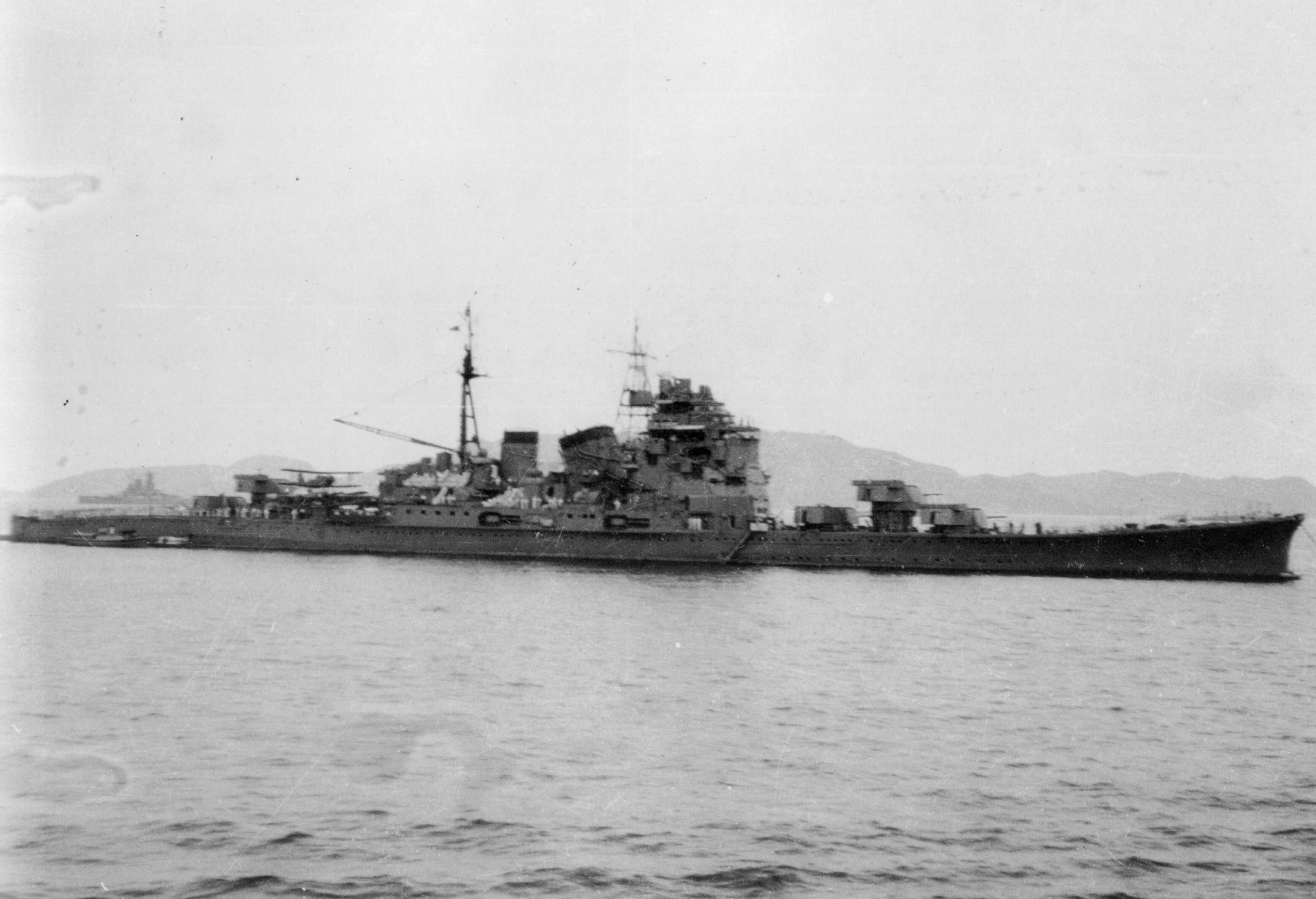
昭和17年（1942年）11月20日または翌日、トラック諸島に停泊する「鳥海」。

11月中旬の第三次ソロモン海戦における鳥海は、空襲により若干の損害を受けた。経過は以下のとおりである。
11月11日 - 12日の第三次ソロモン海戦第一夜戦で日本軍挺身艦隊（飛行場砲撃任務）は駆逐艦2隻（夕立、暁）を喪失し、11月12日昼間の空襲で戦艦「比叡」が沈没、駆逐艦「雪風等が損傷した。戦艦「霧島」によるヘンダーソン飛行場砲撃も実施できなかった。11月13日夜、ガダルカナル島に西村部隊（指揮官第七戦隊司令官西村祥治少将：巡洋艦3隻《鈴谷、摩耶、天龍》、駆逐艦4隻《夕雲、巻雲、風雲、朝潮》）が突入し、重巡2隻によるヘンダーソン飛行場砲撃を実施。
11月14日昼間、第八艦隊（鳥海、衣笠、五十鈴）は西村部隊と合流して退避中、ニュージョージア諸島南方でSBDの攻撃を受ける。この攻撃隊は空母「エンタープライズ」とヘンダーソン基地の両方からやってきた。「鳥海」は艦首至近距離と艦橋右舷への至近弾により、若干の損傷を受けた。僚艦からは「衣笠」沈没、「摩耶」「五十鈴」中破の被害を出した。日本軍のガダルカナル島からの撤退後、「鳥海」は第八艦隊の旗艦任務を解かれた。

### 昭和十八年以降の戦い
1943年（昭和18年）2月15日、「鳥海」は空母2隻（隼鷹、冲鷹）、戦艦2隻（金剛、榛名）、水上機母艦「日進」、重巡「利根」、駆逐艦部隊（時雨、大波、黒潮、陽炎、嵐）と共にトラック泊地を出港するが、悪天候のため航空隊を収容できなかった3隻（隼鷹、陽炎、黒潮）はトラックへ引き返した。2月20日、「鳥海」は横須賀へ帰還した。
「鳥海」と駆逐艦「漣」「響」「黒潮」「親潮」は陸軍第十四飛行団第六十八戦隊を輸送する空母「大鷹」「冲鷹」を護衛して4月4日に横須賀を出発し、トラックへ向かった。
4月8日夜、待ち伏せていたアメリカ潜水艦「タニー (USS Tunny, SS-282) 」が「大鷹」と「冲鷹」に対し計10本の魚雷を発射するが、すべて早爆だったため両艦の被害は僅少だった。「タニー」は日本空母3隻と報告しており、「鳥海」を空母と間違えている。
4月13日に「鳥海」はトラックからラバウルへ向かい、その際、呉鎮守府第七特別陸戦隊を運んでいる。
5月17日、鳥海は前進部隊に編入された。
6月30日、連合軍はカートホイール作戦を発動してレンドバ島に上陸を開始、ニュージョージア島の戦いが始まった。当時の南東方面艦隊（司令長官草鹿任一中将）は、ラバウルに第十一航空艦隊と第八艦隊が司令部を置いており、同港に駆逐艦「新月」ほか「秋風」「夕張」「望月」「皐月」「夕凪」が所在、トラック泊地に「鳥海」「雪風」「涼風」「江風」「谷風」「浜風」、ブカに「天霧」「初雪」、ブインに「長月」「水無月」「三日月」が分散配備という状況である。同日附で「鳥海」「谷風」「雪風」「涼風」「江風」（機関故障でトラック帰投）はラバウル進出を下令され、同地到着以後は南東方面艦隊の指揮下に入るよう指示された。
7月5日深夜、クラ湾夜戦において秋山輝男少将以下の第三水雷戦隊司令部が全滅したため、新司令官着任までの数日間、「鳥海」艦長の有賀幸作大佐が増援部隊の臨時指揮官となった。
7月7日、南東方面部隊は兵力増強を要請し、連合艦隊は第二水雷戦隊に所属する軽巡「神通」、駆逐艦「清波」を南東方面部隊に編入する（7月11日ラバウル着）。続いて第七戦隊の重巡2隻（鈴谷、熊野）に出撃準備を命じた。
7月9日17時、外南洋部隊指揮官・鮫島中将は主隊（重巡「鳥海」、軽巡「川内」、警戒隊（雪風、夕暮、谷風、浜風）、輸送隊（皐月、三日月、松風、夕凪）を率いてブインを出撃、コロンバンガラ島へ進出するが米艦隊は出現せず、陸兵1200名と軍需物資の輸送作戦は成功した。
7月10日、秋山少将の後任として伊集院松治大佐が第三水雷戦隊司令官として着任し、7月11日には第七戦隊（熊野、鈴谷）もラバウルへ到着する。新司令部の準備が整うまでの間、第二水雷戦隊司令官伊崎俊二少将が増援部隊指揮官となった。
7月12日、伊崎少将率いる増援部隊（旗艦「神通」）は再びコロンバンガラ島への輸送任務に従事するが、アメリカ軍巡洋艦3・駆逐艦10隻と遭遇（コロンバンガラ島沖海戦）。アメリカ側は巡洋艦3隻が大破し駆逐艦1隻が沈没、日本側は神通が沈没して伊崎二水戦司令官以下第二水雷戦隊司令部は全滅した。
日本軍は大きな損害を受けたが、それ以上にアメリカ軍に大打撃を与えたと判断し、再び敵水上艦艇の撃滅と輸送作戦の実施を企図した。7月17日の第七戦隊出撃は、ブイン大規模空襲により初雪沈没、皐月・水無月・望月（18日被害）損傷のため中止となった。
7月18日22時、第七戦隊司令官西村祥治少将率いる夜戦部隊の重巡3隻（熊野《旗艦》、鈴谷、鳥海）、軽巡「川内」、駆逐艦4隻（雪風、浜風、清波、夕暮）はラバウルを出撃、7月19日17時20分には輸送隊（三日月、水無月、松風）と合同、21時に分離した。だが西村部隊の行動はPBY飛行艇によって捉えられていた。このカタリナは「ブラック・キャット」と呼ばれる夜間哨戒機であり、レーダーで西村部隊を捕捉するとガダルカナル島へ通報する。そのころ輸送隊は揚陸に成功したものの西村部隊は敵艦艇を認めず、クラ湾北方で23時に反転する。月齢は15.5であった。日付変更後の夜間空襲により3隻（熊野、水無月、松風）が損傷した。また夕暮が沈没し、救援にむかった清波も撃沈されたため2隻のほぼ全乗組員が戦死した。「鳥海」も雷撃されるが被害はなかった。
8月5日、ラバウル停泊中の「鳥海」は外南洋部隊主隊から支援隊に編入された。8月10日にラバウルを出発し、トラック泊地へ回航。8月12日、熊野」「鳥海」は空母「雲鷹」と駆逐艦2隻（野分、白露）と共に内地へむかった。横須賀着後、8月21日附で外南洋部隊支援部隊から除かれた。それにともない第八艦隊から第二艦隊・第四戦隊に転出。9月には機銃、電探の増備を行い南方へ進出した。
1943年（昭和18年）11月上旬、「鳥海」はろ号作戦（ブーゲンビル島沖航空戦）に呼応してブーゲンビル島上陸作戦を支援するため、第二艦隊司令長官・栗田健男中将が指揮する第二艦隊（重巡洋艦「愛宕」《旗艦》、「高雄」「摩耶」「鈴谷」「最上」「筑摩」、軽巡「能代」、駆逐艦4隻〈玉波、涼波、藤波、早波〉）からなる艦隊と共にラバウルへ進出する事になった。
11月3日トラック泊地を出撃、するとカビエン北方80浬で「日章丸」が空襲により航行不能となり、「鳥海」「涼波」は救援のため艦隊から分離した。だが11月5日、第二艦隊は進出先のラバウルでアメリカ軍機動部隊（空母「サラトガ」「プリンストン」基幹）による大規模空襲に遭遇する。「愛宕」「高雄」「摩耶」「最上」「筑摩」「能代」「阿賀野」「藤波」「若月」が大小の損害を受け、特に「摩耶」の被害は大きかった。南東方面艦隊は重巡部隊のトラック帰投を命じ、「鳥海」「涼波」は11月7日朝にトラック泊地へ戻った。
1944年（昭和19年）1月20日早朝、給糧艦「伊良湖」は駆逐艦「皐月」と共に内地へ向けトラック泊地を出発するが、アメリカ潜水艦「シードラゴン (USS Seadragon, SS-194) 」の雷撃で「伊良湖」が被雷した。このため「鳥海」はトラック泊地北方の遭難現場へ急行、駆逐艦「涼風」「潮」と共に「伊良湖」を救援して1月21日トラック泊地へ戻った。
6月、「鳥海」はマリアナ沖海戦に参加。10月にはレイテ沖海戦に参加した。

### 沈没
第四戦隊（第二艦隊司令長官・栗田健男中将直率）の各艦は10月23日にアメリカ潜水艦2隻（ダーター、デイス）に襲撃され、「愛宕」「摩耶」が沈没し、「高雄」が大破した。この時、「鳥海」は高雄型の中で唯一被害を受けなかった。「鳥海」は第五戦隊（司令官橋本信太郎少将：妙高、羽黒）の指揮下に入り、「高雄」は駆逐艦2隻（長波、朝霜）に護衛されて戦場を去った。
10月24日、栗田艦隊は航空機部隊の攻撃を受けるも鳥海に損害はなかったが、「妙高」が被雷して脱落した。第五戦隊は旗艦を「羽黒」に変更し、「鳥海」と共に進撃した。他に戦艦「武蔵」が沈没し、駆逐艦2隻（浜風、清霜）が救援のため分離した。翌10月25日のサマール沖海戦で栗田艦隊はアメリカ艦隊と交戦し、「鳥海」はアメリカ護衛空母を攻撃中、右舷船体中央部に被弾した。甲板に装備した魚雷が誘爆し、舵故障状態となって、戦列を離脱したとされる。
この被弾については護衛空母「ホワイト・プレインズ (USS White Plains, CVE-66) 」によるものだと思われる説がある。また異論として、戦史研究家の石丸法明（当時羽黒の乗組員）が、鳥海の被弾を羽黒の艦橋で目撃した元良勇（羽黒通信長）、被弾した鳥海からの通信を羽黒電信室で受信した南里国広（二等兵曹、信号兵）、および当時の戦艦「金剛」乗組員3人の証言から「金剛」による誤射という説を提唱している。羽黒戦闘詳報では、8時51分に「鳥海敵主力ノ集中射撃ヲ受ケ右舷中部ニ被弾」と記録、また「金剛」はこのとき護衛空母「ガンビア・ベイ (USS Gambier Bay, CVE-73) 」を重巡部隊と共に攻撃中であり、8時50分に「空母一隻大火災大爆発」を報じ、射撃を中止している。見張員はすぐに「鳥海」を誤射したことに気付いて艦橋に報告し、艦長島崎利雄大佐は「鳥海」を追撃戦から脱落させたという。「金剛」が「鳥海」を誤射したことについて、「羽黒」では艦長・副長から厳しい箝口令が敷かれたという。石丸は誤射の原因は橋本司令官の命令を待たずに突撃した「鳥海」の側にあったとしている。
その後、「鳥海」は米軍艦載機部隊の攻撃を受けた。「鳥海」は機関室前方に500ポンド爆弾を被弾、激しい火災を生じ大破し、速力低下を来す。そこで駆逐艦「藤波」（第32駆逐隊）が救助を命じられた。「鳥海」附近では「ガンビア・ベイ」が北緯11度31分 東経126度12分 / 北緯11.517度 東経126.200度地点で沈没しており、海上の「ガンビア・ベイ」生存者達は空襲を受ける巡洋艦（鳥海）と警戒駆逐艦（藤波）を目撃している。日没後、「藤波」は「鳥海」の乗組員を収容後、船体を雷撃処分する。「ガンビア・ベイ」の生存者達は「鳥海」の水中爆発と、戦場を離脱する「藤波」を目撃した。「ガンビア・ベイ」の生存者の一人が「関東海軍一生会」あてに送った手紙の一部によると、「藤波」の乗組員たちは周囲に漂流していた「ガンビア・ベイ」の生存者たちに気づくと一斉に敬礼をし立ち去ったという。その後、「藤波」もおそらく撃沈されたため、「鳥海」「藤波」ともに、1人の生存者も残らなかった。
1944年（昭和19年）12月20日、鳥海は除籍された。戦後、長崎県佐世保市の旧海軍墓地東公園に「鳥海」「藤波」連名の慰霊碑が建立された。
沈没から75年後の2019年5月5日、アメリカの実業家ポール・アレンが所有する調査船「ペトレル」によって、5,173mの深海に沈む「鳥海」の姿が発見された。損傷はあるものの、横転することもなく、ほぼ水平に沈んでおり、艦首部分と残りの船体は300mほど離れた位置にあり、艦首部分は横転していたが、全体的に残存状況は良好であった。一番砲塔は最仰角のままになっており、対空戦闘に使用された状況を示している。また右舷の2番、3番砲塔の脇に爆弾が命中した跡と思われる破孔が確認された。

## 鳥海・摩耶の近代化改装
「鳥海」「摩耶」の近代化改装は昭和16年（1941年）度から実施される予定だったが、12月の開戦のために実施されなかった。これには対外情勢の影響のほか、先述したように艦隊旗艦任務が多く、改装する時間が取れなかったのも一因という説もある。改装内容は艦橋の小型化をはじめ「高雄」「愛宕」に準ずるが、後部マストの移設については盛り込まれなかったとされる。
後に「摩耶」はラバウル空襲後の戦傷修理を兼ねて改装を行い、「鳥海」に対しても摩耶と同様の改装を計画し図面も準備されたが改装の機会は得られず、
- 45口径10年式12センチ単装高角砲4基（高雄等は40口径八九式12.7センチ連装砲4基）
- 八九式61センチ連装魚雷発射管4基（高雄等は九二式4連装発射管4基）

と竣工時の高角砲・魚雷発射管を装備したままで最期を迎えた。なお、大戦後半にはレーダー（前部マスト上に2号1型を1基、艦橋に2号2型を2基）を装備していた。

## 歴代艦長
※『艦長たちの軍艦史』109-111頁、『日本海軍史』第9巻・第10巻の「将官履歴」に基づく。

### 艤装員長
1. 三木太市 大佐：昭和6年（1931年）4月5日 - 1931年12月1日
2. 細萱戊子郎 大佐：昭和6年（1931年）12月1日 -

### 艦長
1. 細萱戊子郎 大佐：昭和7年（1932年）6月30日 - 1932年12月1日
2. 谷本馬太郎 大佐：昭和7年（1932年）12月1日 - 1933年11月15日
3. 小池四郎 大佐：昭和8年（1933年）11月15日 - 1934年11月15日
4. 三川軍一 大佐：昭和9年（1934年）11月15日 - 1935年11月15日
5. 春日篤 大佐：昭和10年（1935年）11月15日 - 1936年12月1日
6. 奥本武夫 大佐：昭和11年（1936年）12月1日 - 1937年7月12日[149]
7. 五藤存知 大佐：昭和12年（1937年）7月12日 - 1938年11月15日
8. 保科善四郎 大佐：昭和13年（1938年）11月15日 - 1939年11月1日
9. 古宇田武郎 大佐：昭和14年（1939年）11月1日 - 1940年10月19日
10. 渡辺清七 大佐：昭和15年（1940年）10月19日 - 1942年4月25日
11. 早川幹夫 大佐：昭和17年（1942年）4月25日 - 1943年3月1日
12. 有賀幸作 大佐：昭和18年（1943年）3月1日 - 1944年6月6日
13. 田中穣 大佐：昭和19年（1944年）6月6日 -1944年10月25日戦死